# Сморчок
Сморчо́к (лат. Morchella) — род грибов семейства Сморчковые. В ряде русскоязычных источников описывается как бабура.

## Экология
Сморчки растут весной в лесах, парках, садах, степях. В больших количествах их можно встретить на третий, иногда на четвёртый год после лесных пожаров. На старых пожарищах могут регулярно расти каждый год, хотя и в меньших количествах. Иногда растут на месте вырубленных лесов. Считается, хотя это и не доказано, что сморчки могут образовывать микоризу с определёнными видами деревьев (особенно с ясенем). Сморчки являются сапрофитами, поэтому существует теоретическая возможность разведения сморчков как культуры.

## Употребление

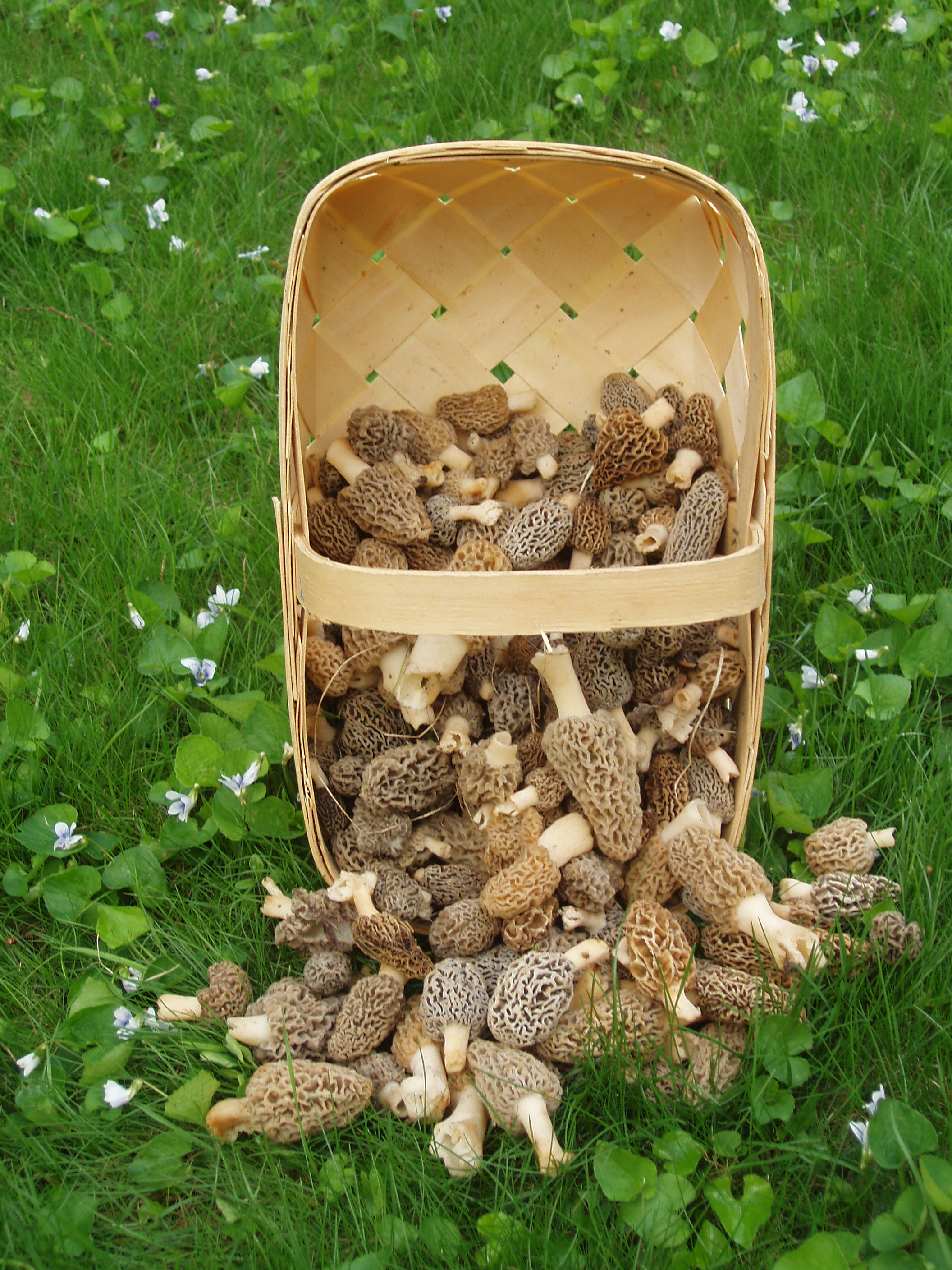
Корзина сморчков

Некоторые виды рода (например, сморчок съедобный) используются в пищу. Пригодны для сушки.
Вопреки распространённому ошибочному мнению, сморчки не требуют предварительного отваривания. Для безопасного употребления сморчков в пищу достаточно обычной термообработки.

## Сбор сморчков

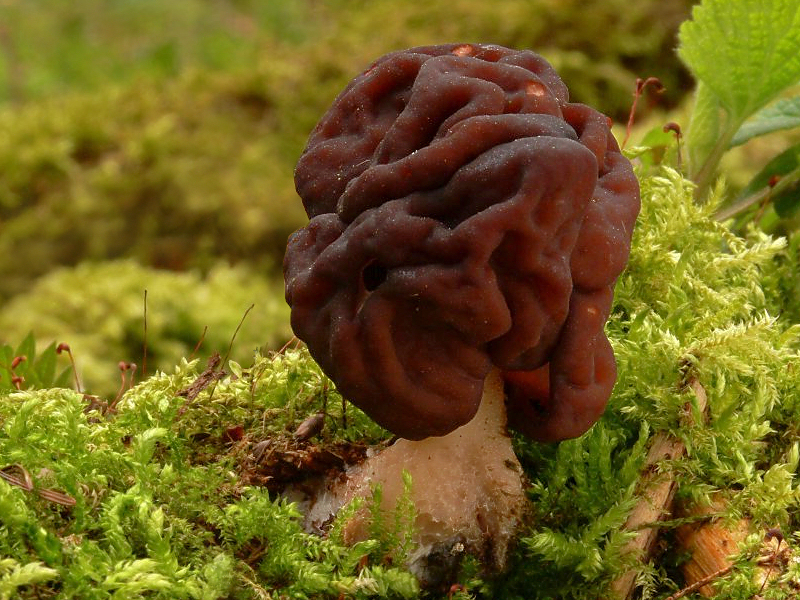
Строчок обыкновенный — потенциально опасный двойник съедобных сморчков

Кроме своего особенного, ценящегося многими вкуса, сморчки популярны среди грибников ещё и тем, что растут весной, когда большинство других грибов ещё отсутствует.
Сморчки часто путают с другими весенними грибами семейства сморчковых, в первую очередь с представителями родов строчок (Gyromitra), лопастник (Helvella) и шапочка (Verpa). Сморчки, несмотря на название, имеют не сморщенную, а пористую поверхность, немного напоминающую  пчелиные соты. Этим сморчки внешне отличимы от строчков, которые имеют именно сморщенную, а не пористую поверхность. В СССР отношение учёных к сморчкам было двойственным: их считали ядовитыми в сыром виде, но съедобными после специальной кулинарной обработки. Так, в научно-популярном издании Сибирского отделения Академии наук СССР 1980 года сообщалось: «Из сумчатых грибов к ядовитым грибам относят строчки и сморчки». При этом то же издание рекомендовало употреблять в пищу сморчки (строчки оно не рекомендовало употреблять): сморчки отварить, отвар слить, а затем поджарить.

## Виды
Род сморчок пока неосновательно изучен и представляет собой сложный изменяющийся комплекс, без чётких границ между многими отдельными видами. В одном только начале XXI века было описано множество новых видов, после чего их общее количество возросло до 80. Предполагается, что с одной стороны, многие из отдельно описанных видов сморчков являются не самостоятельными биологическими видами, а подвидами или синонимами одного и того же вида, а с другой стороны, некоторые виды рода могут быть разделены на несколько самостоятельных видов.
Некоторые из описанных видов:
- Morchella conica (сморчок конический)
- Morchella elata (сморчок высокий) — иногда считается синонимом M. conica
- Morchella esculenta (сморчок съедобный)
- Morchella gigas (сморчок гигантский)
- Morchella semilibera (сморчок полусвободный)
- Morchella spongiola или dunensis
- Morchella steppicola (сморчок степной)
- Morchella vulgaris

## Фотографии

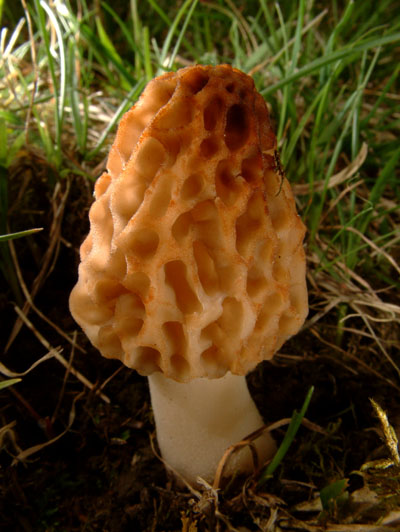
Сморчок съедобный
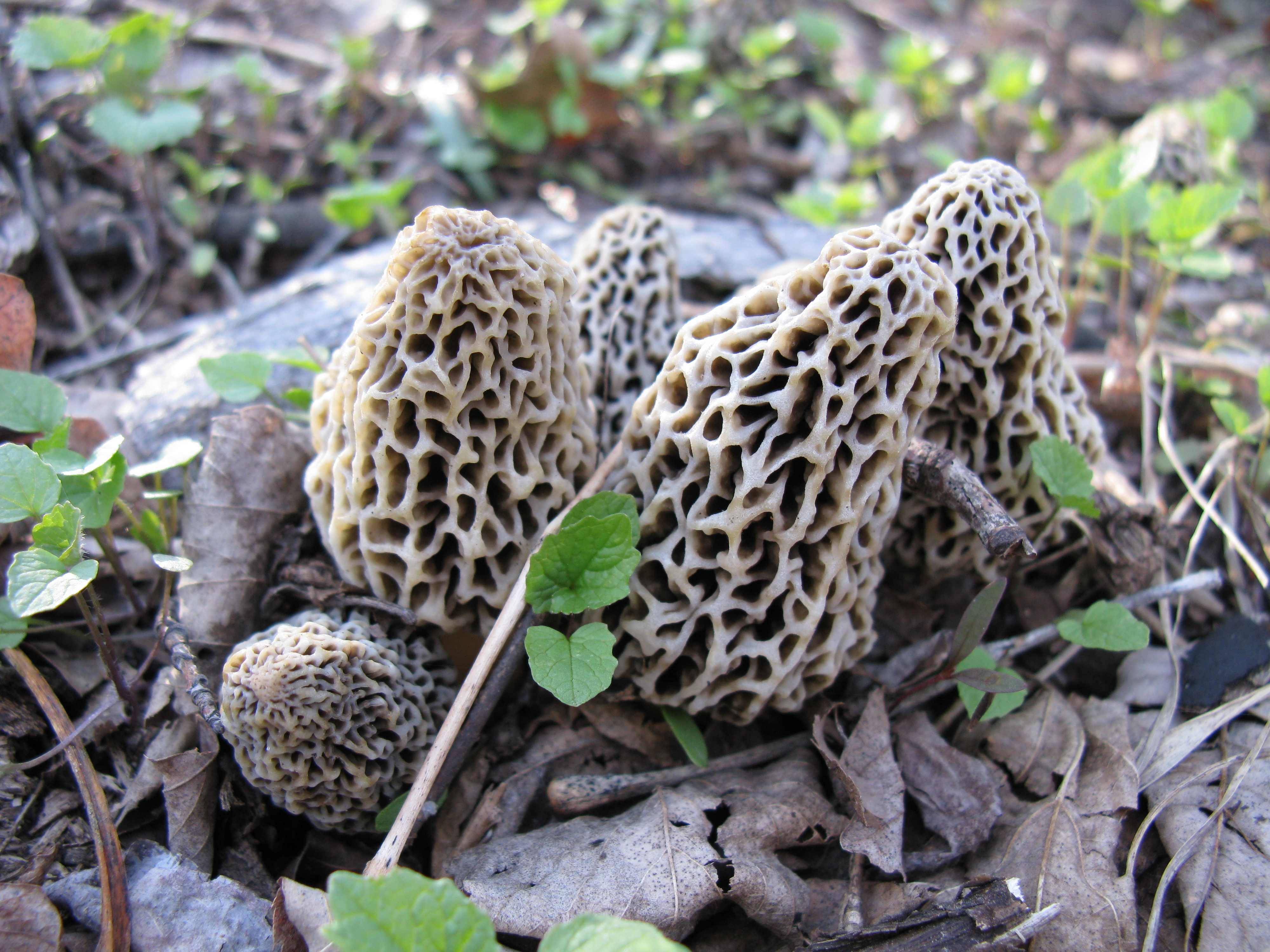
Сморчок съедобный
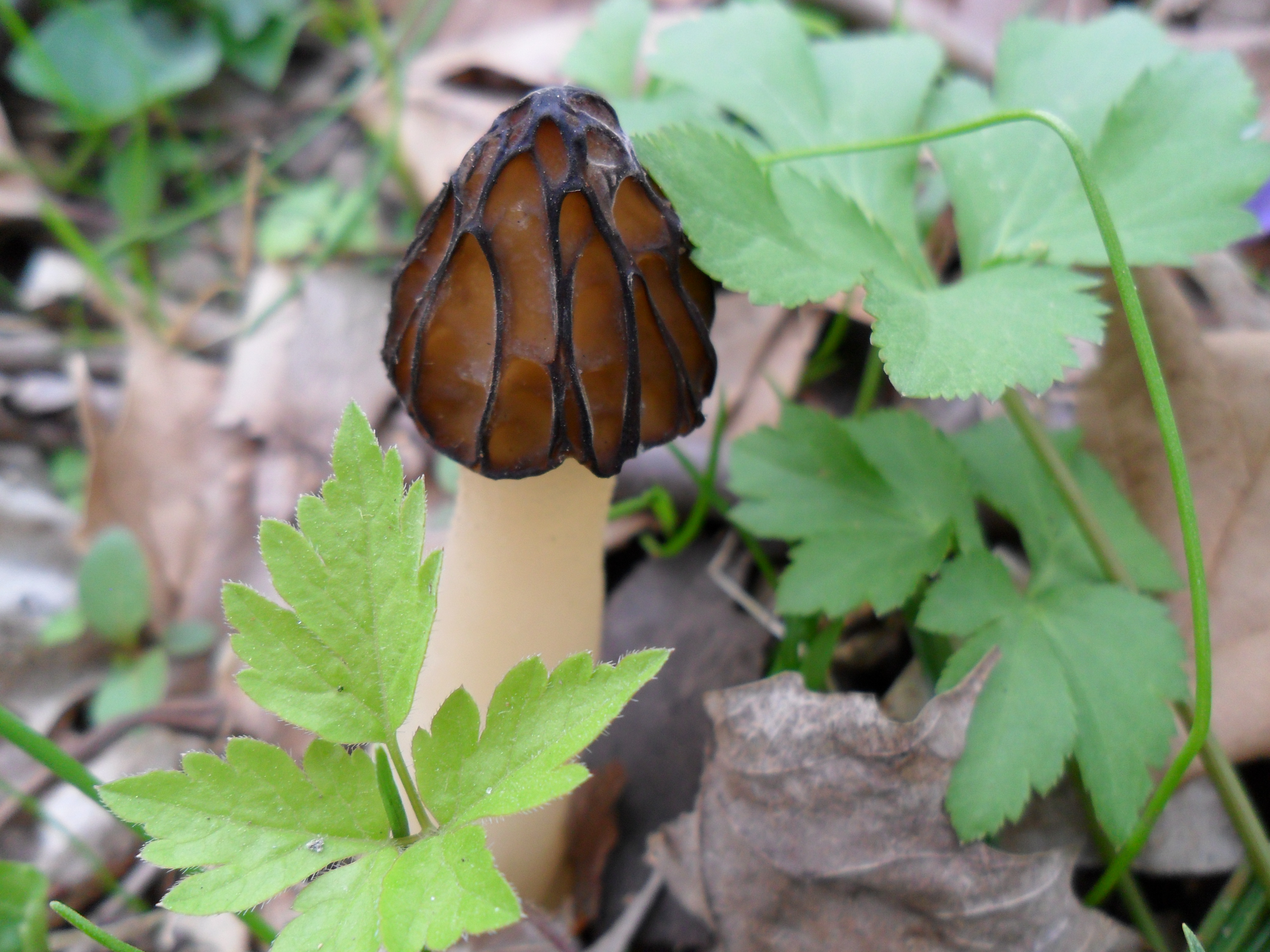
Сморчок полусвободный
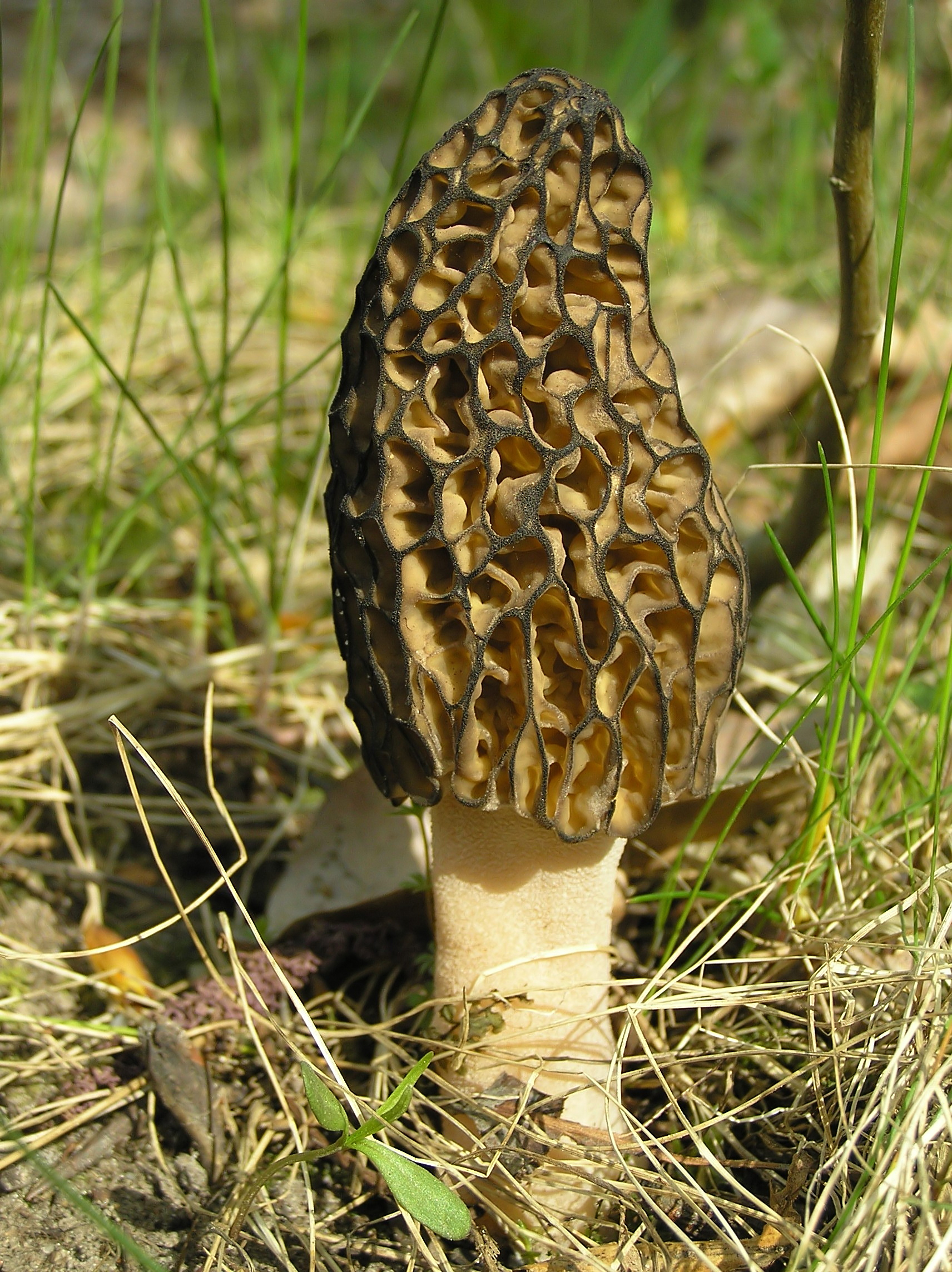
Сморчок конический
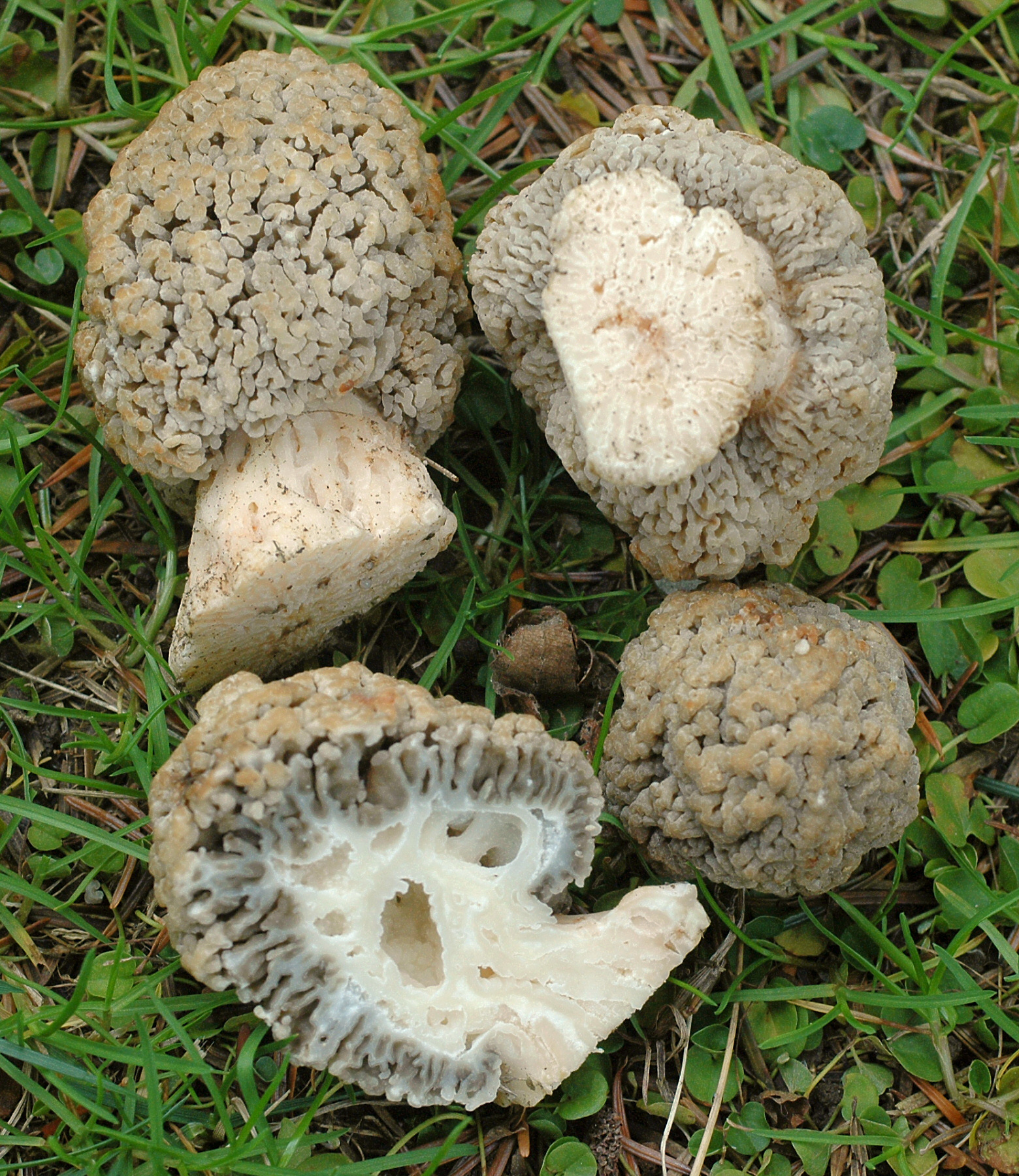
Сморчок степной
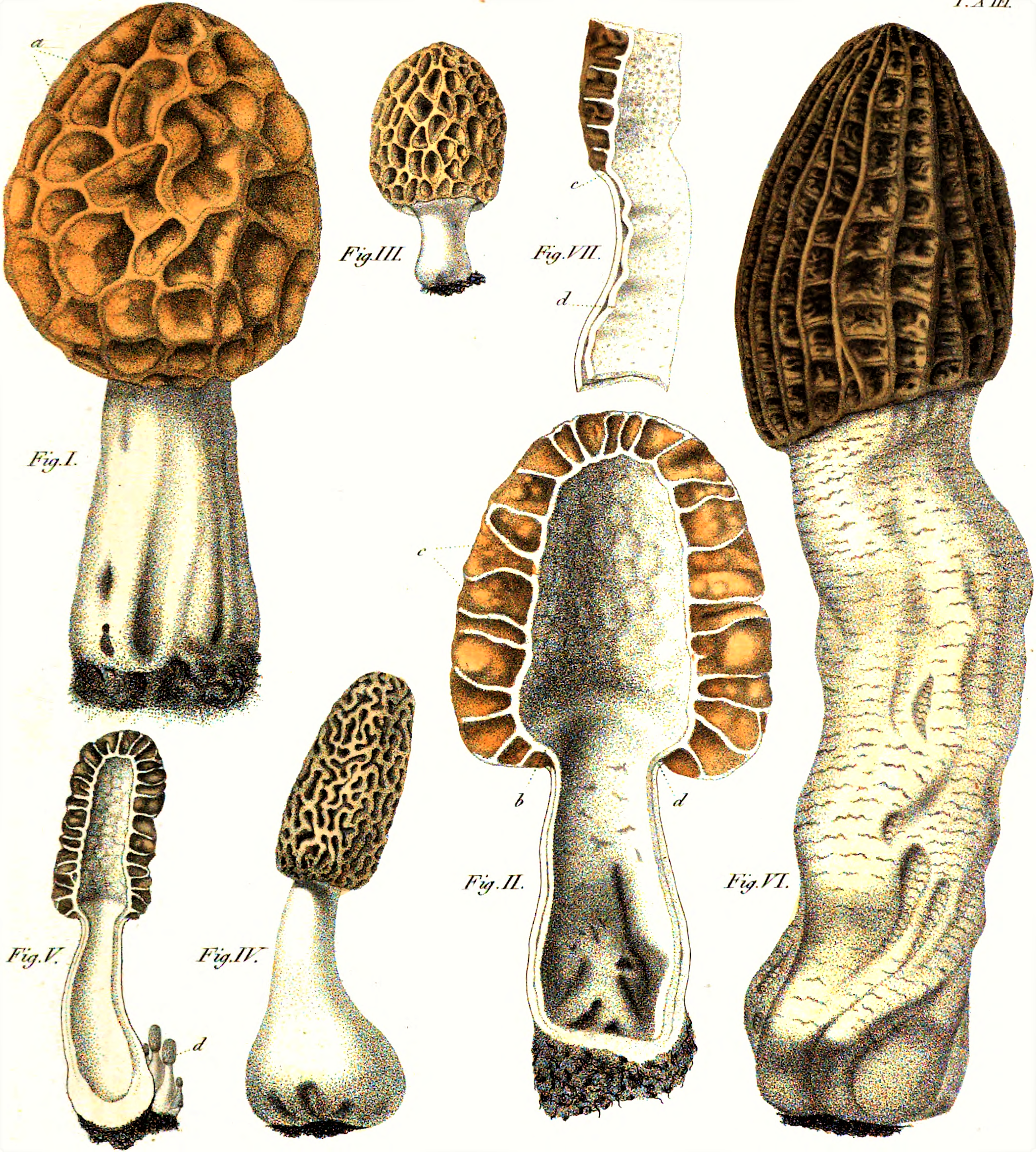
M. esculenta и M. costata, рисунок Карло Виттадини
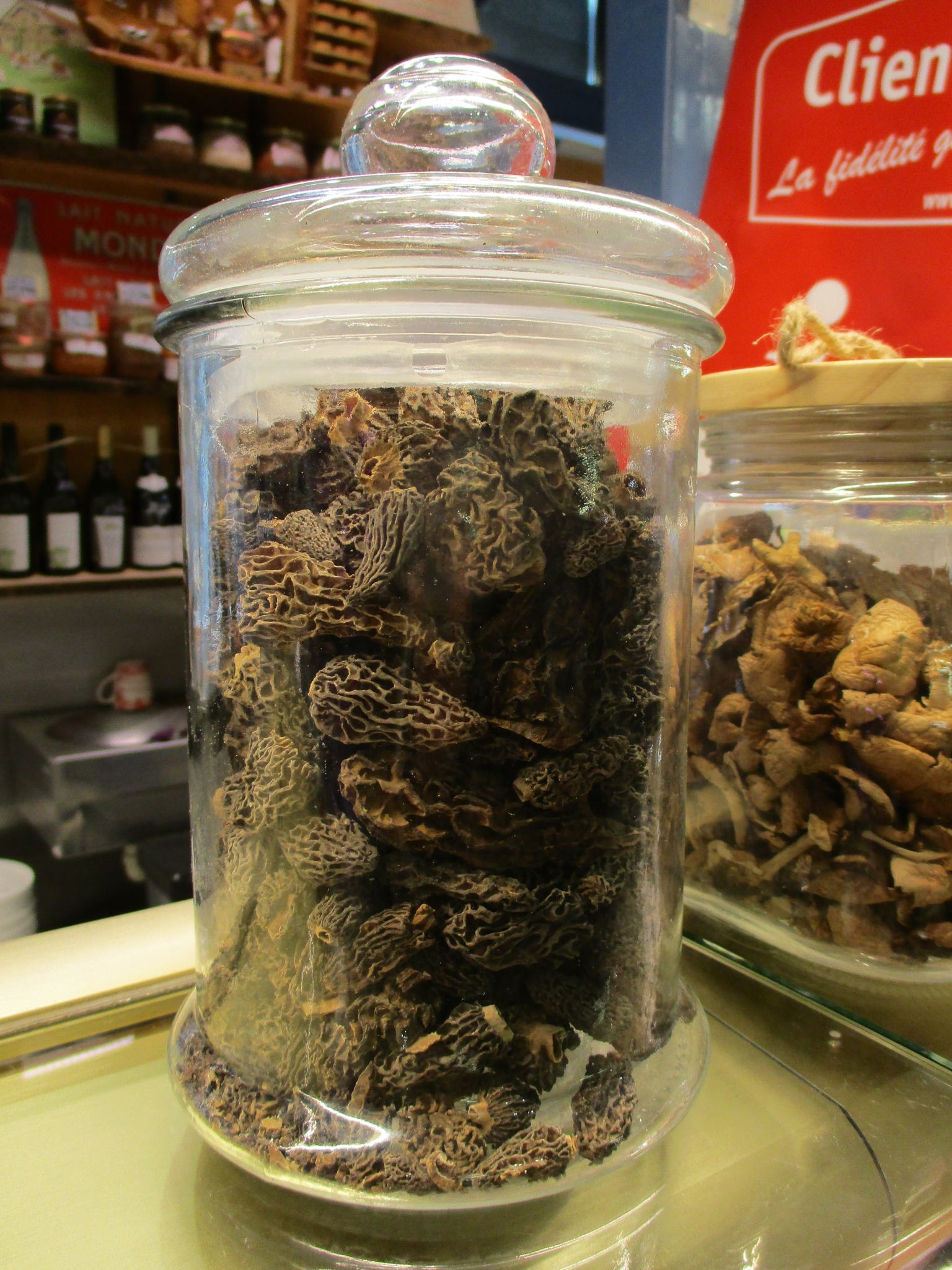
Сушёные сморчки